# 伊莎貝爾食品
伊莎貝爾食品股份有限公司（簡稱：伊莎貝爾），成立於1994年2月，創辦人引進法國製餅技術，27年來主要生產禮餅糕點及OEM代工，產品在台灣擁有ISO 9001、ISO 22000、HACCP、HALAL、食品GMP品質認證。
ISABELLE於台灣有多家分店，於美國、加拿大、澳洲、日本、韓國、新加坡、香港、澳門及中國多個省份設立銷售據點為全球的B2B提供代工服務。
其在台灣台中設有數位烘焙體驗館，為台中旅遊景點之一。

## 發展歷史
- 1994，伊莎貝爾品牌成立，成立11家直營門市，第1處生產廠完工，啟動生產作業。
- 1995，第2處生產廠完工，成立23家直營門市。
- 1997，皇樓品牌成立，成立10 家直營門市、生產處第2 次擴廠。
- 1999，成立海外事業部。
- 2001．台中總廠新基地設置完成；通過ISO9001-2000年版認證。
- 2002，上海廠設置完成，上海分公司成立，企業總部大樓竣工。
- 2003，廈門分公司成立，通過食品GMP 認證。
- 2004，御倉屋品牌成立，並於2020年結束營業。
- 2005，導入HACCP認證。
- 2007，通過HALAL認證。
- 2008，巴黎貝爾品牌成立、導入ISO-9001-2008。
- 2009，台中總廠煎餅線生產線成立。
- 2010，韓國普銷通路系統成立。
- 2011，河北邯鄲工廠動工，2012竣工。
- 2013，台中總廠成立巧克力生產線、ISO22000導入。
- 2014，iCookie品牌成立，ISO22000完成認證、SGS門市服務驗證導入。
- 2015，進入北美市場COSTCO通路。
- 2017，伊莎貝爾數位烘焙體驗館成立，設置於台中。
- 2020，於美國L.A成立分公司，並設立工廠。

## 獲獎
- 2014年，台灣舉辦的幸福點心創意競賽職業組獲得銅牌。[2]
- 2014年，幸福點心徵選彰化縣銀牌。
- 2015年，台灣金餅獎、創意媽祖糕餅烘焙競賽綠豆椪組優選。[3]
- 2015年，台灣金餅獎、創意媽祖糕餅烘焙競賽創意媽祖餅組 優選。[4]
- 2015年，幸福點心國際品評會冠軍。[5]
- 2015年，幸福點心國際品評會最佳行銷獎。[6]
- 2015年，台灣劇版的幸福點心創意競賽職業組中獲得亞軍。[7]
- 2016年，台灣金餅獎、創意甜點烘焙競賽創意甜點金餅獎。[8]
- 2016年，幸福點心邀請賽冠軍。[9]
- 2016年，全國健康烘焙競賽創意蛋糕組優選。[10]
- 2019年，台中十大優良伴手禮德式脆皮年輪蛋糕。
- 2020年及2021年，台灣百大伴手禮法式千層酥。[11]

## 外部連結
- 伊莎貝爾 （页面存档备份，存于）
- 伊莎貝爾線上購物 （页面存档备份，存于）
- 伊莎貝爾_數位烘焙體驗館 （页面存档备份，存于）
- 台灣公司資料
- 皇樓 （页面存档备份，存于）
- iCookie （页面存档备份，存于）
- 伊莎貝爾粉絲團的Facebook專頁
- 皇樓emperor的Facebook專頁
- iCookie 私房手作的Facebook專頁
- 伊莎貝爾-數位烘焙體驗館的Facebook專頁
- 伊莎貝爾 ISABELLE的Instagram帳戶
- 皇樓EMPERPOR的Instagram帳戶
- iCookie 私房手作的Instagram帳戶
- YouTube上的伊莎貝爾-數位烘焙體驗館頻道